# Poecilia maylandi
Poecilia maylandi es un pez de la familia de los pecílidos en el orden de los ciprinodontiformes.

## Morfología
Los machos pueden alcanzar los 9,5 cm de longitud total y las hembras los 11 cm.

## Distribución geográfica
Se encuentran en Norteamérica: México.